# Partido Socialista Combatiente de Grecia
El Partido Socialista Combatiente de Grecia (en griego: Αγωνιστικό Σοσιαλιστικό Κόμμα Ελλάδας, Agonistikó Sosialistikó Kómma Elládas, ΑΣΚΕ - ASKE), es un partido de la izquierda política griega, fundado en febrero de 1984.
El núcleo central de sus miembros fundadores constaba principalmente de miembros de la comisión de organización del PASOK, quienes, tras la victoria del PASOK en las elecciones legislativas griegas de 1981 y su acceso al poder, protestaron contra la violación de sus principios fundamentales y renunciaron a sus cargos.
A continuación, su oposición tomó cuerpo con la moción de Nikos Kargopoulos del Comité Central del PASOK, el verano de 1983. Esto dio lugar a su exclusión del PASOK.
Junto con otros elementos de los movimientos de izquierda y progresistas, fundaron el Movimiento Social, que finalmente se convirtió en el ASKE en febrero de 1984. Sus puntos de vista son la lucha básica por la independencia de las potencias extranjeras (tales como la UE y la OTAN), la autogestión, el pleno respeto de los derechos individuales y la democracia política.
ASKE publica un periódico bimensual.
En 2004 las elecciones europeas ASKE obtuvo 11.598 votos. Este es su mejor resultado desde su fundación.